# Sjipka
Sjipka (bulgariska: Шипка) är ett distrikt i Bulgarien.   Den ligger i kommunen Obsjtina Kazanlăk och regionen Stara Zagora, i den centrala delen av landet, 160 km öster om huvudstaden Sofia. Antalet invånare är 1 604.